# MiKTeX
MiKTeX (uitgesproken als miktech) is een vrije TeX/LaTeX implementatie en distributie voor Windows, ontwikkeld door Christian Schenk. Het valt onder de definitie van vrije software gegeven door de Free Software Foundation en onder de Debian Free Software Guidelines. De eerste drie letters van de naam vormen een afkorting van de inlognaam van ontwikkelaar Christian Schenk, "Micro-kid".

## Overzicht
MiKTeX bevat (onder andere) de volgende programma's:
- TeX, de TeX-compiler
- pdfTeX, e-TeX, pdf-e-TeX, Omega, NTS; verscheidene TeX-varianten
- dvipdfm/dvipdfmx; voor het omzetten van TeX naar PDF bestanden (via DVI-bestanden)
- YAP, een programma om DVI-bestanden te bekijken

Het bevat allerlei pakketten (packages) die geïnstalleerd kunnen worden om het MiKTeX uit te breiden met een extra mogelijkheid; deze kunnen bijvoorbeeld worden gebruikt bij het opmaken van het document.